# Little Laura River
Der Little Laura River ist ein Fluss in der Region Far North Queensland auf der Kap-York-Halbinsel im Norden des australischen Bundesstaates Queensland.

## Geographie

### Flusslauf
Der Fluss entsteht bei Red Bluff am Westrand der Quinkan Indigenous Reserve, einem Aboriginesreservat in den Atherton Tablelands, die einen Teil der Great Dividing Range bilden. Quellflüsse sind der Shepherd Creek und der Flying Fox Creek. Der Ort Red Bluff liegt rund 90 Kilometer westsüdwestlich von Cooktown. Von dort fließt der Little Laura River zunächst nach Nord-Nordost und unterquert die Peninsula Developmental Road etwa zehn Kilometer nordwestlich der Kleinstadt Laura. Bald darauf wendet er seinen Lauf nach Ost-Nordost und mündet bei der Siedlung Laura Lee in den Laura River.

### Nebenflüsse mit Mündungshöhen
Der Fluss hat folgende Nebenflüsse:
- Shepherd Creek – 175 m
- Flying Fox Creek – 175 m
- Garden Creek – 166 m
- Pine Tree Creek – 103 m
- Yellowwood Creek – 78 m
- Sandy Creek – 74 m